# Étienne Gosse
Pour les articles homonymes, voir Gosse.
Étienne Gosse, né le 31 janvier 1772 à Bordeaux et mort le 20 février 1834 à Toulon, est un auteur dramatique, chansonnier, journaliste et écrivain français. Éditorialiste de tendance libérale, il était copropriétaire du journal Le Miroir des spectacles, des lettres, des mœurs et des arts et fonda La Pandore, bulletin anti-monarchiste.

## Biographie
Il s'engage en 1793 dans l'armée et devient rapidement officier et secrétaire de l'arsenal de Nantes. Blessé en Vendée (1796), il se retire du service et occupe sous l'Empire un emploi d'inspecteur des remontes, puis de receveur de loterie à Toulon qu'il perd à la Restauration.
Défenseur dans le Miroir et la Pandore des idées libérales, ses pièces ont été représentées sur les plus grandes scènes parisiennes du XIXe siècle : Théâtre de la Gaîté, Théâtre Français, Théâtre des Variétés, etc.
Il meurt d'une attaque d’apoplexie à Toulon le 20 février 1834.

## Œuvres
- La Mort de Vincent Malignon, trait historique, en 1 acte, 1794
- L'Épreuve par ressemblance, comédie en 1 acte et en vers, 1798
- L'Auteur dans son ménage, comédie en 1 acte, en prose, mêlée d'ariettes, 1799
- L'Épicière bel-esprit, comédie en 1 acte, en prose, avec François Bernard-Valville, 1799
- Les Femmes politiques, comédie en 3 actes et en vers, 1799
- Pygmalion à Saint-Maur, farce-anecdotique en 1 acte et vaudevilles, avec Bernard-Valville et Étienne Crétu, 1799
- Le Nouveau débarqué, comédie en 1 acte, mêlée de vaudevilles, 1800
- Pont-de-Veyle, ou le Bonnet de docteur, vaudeville en 1 acte, 1801
- Quel est le plus ridicule ? ou La Gravure en action, folie-vaudeville en 1 acte, avec Crétu et Morel, 1801
- Les Amants vendéens, 4 vols., 1802
- Couplets du Roman, musique de Charles-Henri Plantade, arrangement pour le chant et le piano par Narcisse Carbonel, 1810
- Récit de la captivité et de la délivrance de M. l'abbé Desmazure, 1814
- Le Médisant, comédie en 3 actes, 1816
- Fables, 1818[4]
- Proverbes dramatiques, 2 vols., 1819
- Manon Lescaut ou le Chevalier des Grieux, mélodrame en 3 actes, 1820
- Le Flatteur, comédie en 5 actes et en vers, 1820
- Cours de littérature dramatique ou Recueil par ordre de matières des feuilletons de Geoffroy, précédé d'une notice historique sur sa vie et ses ouvrages, 6 vols., 1825
- Les Jésuites, ou les Autres Tartuffes, comédie en 5 actes et en vers, 1827
- Histoire des bêtes parlantes, depuis 89 jusqu'à 124, par un chien de berger, 2 vols., 1828-1829
- De l'abolition des privilèges et de l'émancipation des théâtres, avec François-Joseph Fétis, 1830
- Quatre millions à retrancher du budget de 1831, 1831
- Les Intrigants démasqués, ou le Souper de Forget aux Saintes-Claires, avec des notes instructives, non daté
- Les Émigrés à l'île d'Yeu, divertissement en un acte en vaudevilles et en prose, non daté